# Чайка вусата
Чайка вусата (Vanellus albiceps) — птах родини сивкових (Charadriidae).

## Поширення
Вид поширений в тропічній Африці від Мавританії до Судану та на південь до ПАР, уникаючи країн Східної Африки. Трапляється зазвичай поблизу великих річок.

## Опис
Довжина тіла 28-32 см, вага 161—214 г. Спина коричнева, крила та хвіст чорно-білі, нижня частина тіла біла. Голова та шия сірі, лише верхівка голови біла. З основи дзьоб відростають жовті карункули. Дзьоб жовтий з чорним кінчиком.

## Спосіб життя
У негніздовий період трапляється невеликими зграями. Живиться дрібними безхребетними. Гніздо облаштовує на березі водойм. Самиця відкладає 2-3 яйця.